# Aeroportul Municipal Moultrie
Aeroportul Municipal Moultrie (IATA: MGR, ICAO: KMGR, FAA LID: MGR) este un aeroport din Georgia, Statele Unite ale Americii ce deservește zona Moultrie⁠(d). Aeroportul a fost tranzitat în 2019 de 14 pasageri. A fost numit după zona deservită.
Situat la o altitudine de 89 m, aeroportul dispune de 2 piste.

## Infrastructură

### Piste
Aeroportul dispune de 2 piste. Pista 04/22 are suprafața de asfalt și dimensiunile 5.129 picioare × 100 picioare. Pista 16/34 are suprafața de asfalt și dimensiunile 3.878 picioare × 75 picioare. 